# Солсбері
Солсбері (англ. Salisbury) — місто у Великій Британії, на південному сході графства Вілтшир в Англії. Місто розташоване на околиці Солсберійської рівнини на річці Ейвон. Центр адміністративного району Солсбері. Населення 50,000 мешканців (2006).

## Економіка
До XIII століття місто було центром єпископства Солсбері. У 1226 році, Король Генріх III надав Єпископу Солсбері право проводити в місті і його околицях ярмарок, що тривав 8 днів у середині серпня. Таким чином, починаючи з 1227 року ярмарок стали проводити регулярно. У XV столітті ринок був усіяний кам'яними хрестами, що відзначали місця, де можна було купити товари певних галузей ремісництва та сільського господарства. На сьогодні зберігся тільки Хрест із зображенням домашньої птиці. Протягом століть дати ярмарку перемістилися і сьогодні ярмарок проводиться протягом трьох днів з третього понеділка у жовтні, як правило, у вихідні дні.
Економіці і торгівлі міста сприяє всесвітньо відомий стародавній пам'ятник мегалітичної культури Стоунхендж, що знаходиться приблизно за 13 кілометрів на північний захід від Солсбері.
Міські торговельні центри знаходяться на трьох головних вулицях міста: The Old George Mall, The Maltings і Winchester Street. Основні місця роботи місцевого населення — це Salisbury District Hospital, Friends Provident і піротехнічна компанія Pains Wessex.

## Персоналії
- Майкл Кроуфорд (* 1942) — британський співак і актор
- Ентоні Деніелс (* 1946) — британський актор телебачення і кіно.

| Велика Британія | Це незавершена стаття з географії Великої Британії. Ви можете допомогти проєкту, виправивши або дописавши її. |